# Kharashtom
Kharashtom (persiska: خرشتم) är en ort i Iran.   Den ligger i provinsen Gilan, i den norra delen av landet, 190 km nordväst om huvudstaden Teheran. Kharashtom ligger 13 meter över havet och antalet invånare är 626.
Terrängen runt Kharashtom är platt åt nordost, men åt sydväst är den kuperad.Runt Kharashtom är det ganska tätbefolkat, med 134 invånare per kvadratkilometer. Närmaste större samhälle är Lāhījān, 19,2 km nordväst om Kharashtom. Trakten runt Kharashtom består till största delen av jordbruksmark.